# Marc Dufraisse
Pour les articles homonymes, voir Dufraisse.
Marc Étienne Gustave Dufraisse, né le 2 mai 1811 à Ribérac et mort à Paris le 22 janvier 1876, est un homme politique français

## Biographie
Avocat, républicain, il est nommé commissaire général de l'Indre et de l'Indre-et-Loire en 1848, puis préfet de l'Indre. Député de la Dordogne de 1849 à 1851, il est emprisonné à Mazas à la suite du coup d'État du 2 décembre 1851, puis proscrit, il s'exile en Belgique et en Suisse. Il donne alors des cours de législation comparée à Zurich. Il publie alors des brochures contre le Second Empire comme Ce que coûte l'Empire, ses finances, ses traitements en 1853 sous le pseudonyme de « Cremutius Cordus ».
Revenu en France après la chute du Second Empire, le 4 septembre 1870, il est nommé préfet des Alpes-Maritimes le 14 octobre 1870 et installé le 23. Malgré une attitude très maladroite, il est élu député des Alpes-Maritimes le 8 février 1871, mais son élection est invalidée. Également élu député de la Seine, il siège à gauche.